# Notis Sfakianakis
Notis Sfakianakis, född 2 november 1959 på Kreta, är en grekisk sångare inom laika-genren.
En känd låt är Opa Opa, vilka den svensk/grekiska duon Antique gjorde en cover på 1999.